# Orlando Pelayo
Pour les articles homonymes, voir Pelayo (homonymie).
Orlando Pelayo, né à Gijón le 14 décembre 1920 et mort à Oviedo le 15 mars 1990 , est un peintre et graveur espagnol appartenant à la nouvelle École de Paris.

## Biographie
Orlando Entrialgo Pelayo naît le 14 décembre 1920 à Gijón dans les Asturies. Il passe son enfance en Estrémadure à Monesterio, près de Badajoz, puis son adolescence à Albacete dans la Manche. Il achève en 1936 ses études secondaires quand éclate la Guerre d'Espagne. Après la défaite des Républicains parmi lesquels il s'est engagé à dix-huit ans, son père et lui s'exilent en 1939 à Oran, en Algérie, où ils sont internés dans les camps qui regroupent des milliers de réfugiés espagnols. Son père meurt en Algérie, victime d'un travail exténuant et de la tuberculose. Lui-même est professeur d'espagnol et décorateur de céramiques. Il rencontre alors Albert Camus, Emmanuel Roblès, Jean Grenier et se lie avec le poète Jean Sénac. Il expose dès 1943, puis régulièrement en 1945, 1947, 1950 et 1953, à la galerie d'avant-garde Colline dirigée à Oran par Robert Martin.
En 1947, Pelayo vient à Paris où il se lie avec de nombreux peintres espagnols, fréquentant à la fois Montparnasse, où évoluent Dominguez, Francisco Bores, Antoni Clavé, Eduardo Pisano, Xavier Oriach, Atlan ou Giacometti, mais aussi Saint-Germain-des-Prés où il retrouve Nallard, Maria Manton, José Garcia Tella ou Poliakoff. L'une de ses œuvres est reproduite en 1950 dans le deuxième numéro de la revue Soleil fondée à Alger par Jean Sénac et il illustre en 1951 un recueil du poète Jean Rousselot. À partir de 1952, Pelayo expose au Salon d'automne puis participe, de 1961 à 1966, au Salon de Mai et au Salon des indépendants, en octobre 1963 avec Eduardo Arroyo, Georges Feher, Albert Bitran, Gustav Bolin et André Cottavoz aux Grands et jeunes d'aujourd'hui (à la Galerie Charpentier sous le parrainage d'Alexandre Garbell), en 1967 avec Eduardo Pisano à la Galerie Vidal. Il ne retourne en Espagne qu'en 1967.
Sa peinture, librement figurative puis non figurative dans les années 1960, évolue par la suite vers un expressionnisme néo-figuratif. Pelayo a également réalisé des illustrations de livres (Gongora, Quevedo) et des cartons de tapisseries pour la manufacture des Gobelins.
Il meurt à Oviedo des suites d'une longue maladie à l'âge de soixante-neuf ans.

### Hommages
Deux rues portent son nom, dans les villes de Gijón et d'Oviedo.

## Expositions

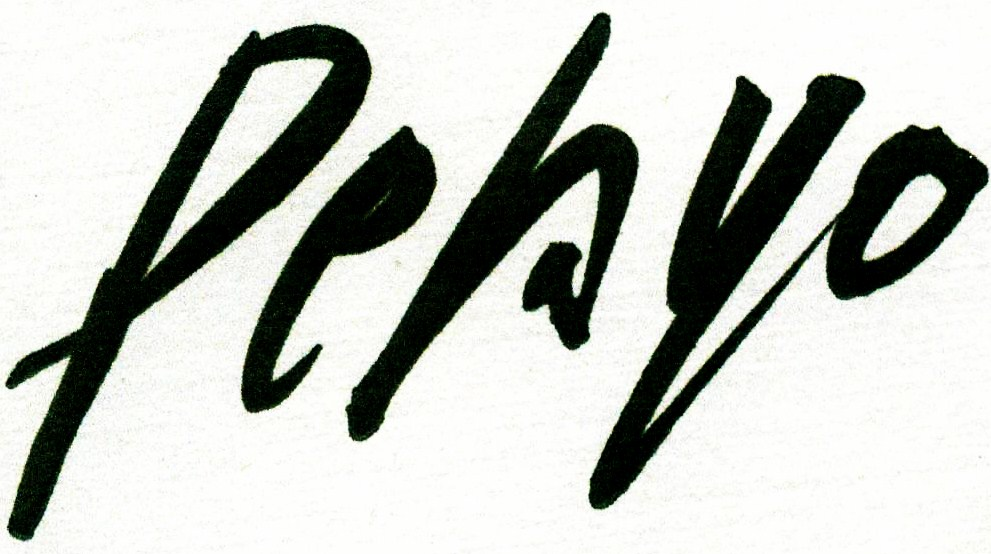
Signature de Pelayo.

De nombreuses expositions d'Orlando Pelayo ont été organisées en France, notamment à Paris, Grenoble, Toulouse, comme à l'étranger, en Allemagne (Munich), en Grande-Bretagne (Londres), en Espagne (Bilbao, Gijón, Oviedo, Madrid, Séville), au Japon (Tokyo), en Suisse (Neuchâtel).
Des rétrospectives de son œuvre ont été présentées au musée des beaux-arts d'Asturies à Oviedo en 1980 et 2005, en 1992 au centre international d'art de Gijón et au couvent des Cordeliers à Paris.

## Collections
Des œuvres de Pelayo sont conservées en France au Centre Georges-Pompidou et au musée d'art moderne de la ville de Paris, aux musées d'Amiens, de Dunkerque, Grenoble, Lille, Pau, Poitiers, Saint-Étienne, Millau et Toulouse, au musée des beaux-arts de Brest avec Les voiliers (huile sur toile, 73 × 92 cm), et dans les collections des musées du Département de l'Ain ("Fernando VII" et "Qué contarant")en Algérie aux musées d'Alger et d'Oran, en Espagne au musée de peinture contemporaine et au musée Estrada de Barcelone, au musée d'Albacete et de Bilbao, au musée des beaux-arts des Asturies à Oviedo, en Suisse au musée de Neuchâtel, etc.

## Source
- Orlando Pelayo, textes (en français et en espagnol) de Gérard Xuriguera, José-Maria Pusol, André Salmon, Michel Ragon, couvent des Cordeliers, Ville de Paris, et Conseil de l'éducation et de la culture, Castilla-la-Mancha (Espagne), 1992, 143 p.  (ISBN 2909473007)